# Mad Professor
Mad Professor, pseudonimo di Neil Joseph Stephen Fraser (Georgetown, 27 marzo 1955), è un produttore discografico inglese.
Figura di spicco tra i musicisti Dub della seconda generazione, Fraser è un artista molto prolifico, avendo contribuito o prodotto quasi duecento album, ed ha collaborato con artisti di fama mondiale, sia reggae (come Lee "Scratch" Perry, Sly and Robbie, Horace Andy e Pato Banton) che al di fuori dai confini della musica giamaicana (come il duo inglese Massive Attack).

## Biografia
Fraser nasce in Guyana nel 1955, ma si trasferisce in Inghilterra all'età di 13 anni. A Londra comincia a lavorare nell'ambiente musicale prima come aiuto tecnico, per poi aprire un primo studio di registrazione nella sua casa a Thornton Heat, nella zona sud di Londra. Lo studio apre nel 1979, col nome di Ariwa Sound, dopo che Fraser aveva raccolto materiale audio ed equipaggiamento - un mixer a quattro tracce - e registra soprattutto cantanti e gruppi lovers rock.
Il suo primo progetto personale arriva nel 1982, dopo il trasferimento dello studio a Peckham, con un mixer a otto tracce: è l'album Dub Me Crazy, il primo dei 12 album della serie omonima. La serie riceve le attenzioni e il supporto del dj e conduttore radiofonico John Peel, che ne trasmette regolarmente le canzoni.
Trasferitosi nuovamente, dopo l'iniziale disinteresse della scena reggae verso la metà degli anni '80 arriva il successo, grazie anche alla produzione di artisti quali Sandra Cross, Pato Banton, Macka B e Johnny Clarke. Il suo Studio è all'epoca il più grande studio di registrazione posseduto da un non-bianco in Inghilterra. Pur continuando a produrre lovers rock, comincia ad attirare anche artisti giamaicani fino ad arrivare, nel 1989, alla collaborazione con la leggenda del dub Lee "Scratch" Perry con l'album Mystic Warrior.

## Stile
Il soprannome Mad Professor gli viene dalla sua attrazione per l'elettronica che lo caratterizza fin da quando è un bambino. Negli anni '80 l'Inghilterra diventa il nuovo polo per la musica dub grazie anche alla crescente popolarità di Fraser.
Gli inizi sono caratterizzati da una grande fedeltà al classico dub giamaicano, con il suo mix di musica reggae ed un pesante utilizzo di effetti quali riverberi ed echi sulle parti strumentali a discapito di quelle vocali. Man mano che Fraser comincia a sperimentare sonorità elettroniche assieme agli strumenti classici la sua fama cresce anche al di fuori dall'ambiente reggae, fino ad arrivare ad un grande utilizzo di sintetizzatori e ad attirare l'attenzione di produttori di musica elettronica, tra cui spicca il duo inglese Massive Attack.

## Discografia
- 1983 – In A Rub A Dub Style
- 1985 – A Caribbean Taste Of Technology
- 1992 – True Born African Dub
- 1994 – The Lost Scrolls Of Moses
- 1995 – It's A Mad, Mad, Mad, Mad Professor
- 1997 – RAS Portraits
- 2001 – Dubbing You Crazy
- 2001 – Trix In The Mix
- 2005 – Method To The Madness
- 2007 – Dub You Crazy
- 2008 – The Dubs That Time Forgot
- 2009 – Audio Illusions of Dub

### Dub Me Crazy
Serie di 12 album
- 1982 – Dub Me Crazy
- 1982 – Beyond The Realms Of Dub (Dub Me Crazy, Pt.2)
- 1983 – The African Connection (Dub Me Crazy, Pt.3)
- 1983 – Escape To The Asylum of Dub (Dub Me Crazy, Pt.4)
- 1985 – Who Knows The Secret Of The Master Tape (Dub Me Crazy, Pt.5)
- 1986 – Schizophrenic Dub (Dub Me Crazy, Pt.6)
- 1987 – Adventures Of A Dub Sampler (Dub Me Crazy, Pt.7)
- 1988 – Experiments Of The Aural Kind (Dub Me Crazy, Pt.8)
- 1989 – Science And The Witchdoctor (Dub Me Crazy, Pt.9)
- 1990 – Psychedelic Dub (Dub Me Crazy, Pt. 10)
- 1992 – Hijacked To Jamaica (Dub Me Crazy, Pt.11)
- 1993 – Dub Maniacs On The Rampage (Dub Me Crazy, Pt.12)

### Black Liberation
Serie di 5 album
- 1994 – Black Liberation Dub (Chapter 1)
- 1995 – Anti-Racist Broadcast (Black Liberation Chapter 2)
- 1996 – The Evolution Of Dub (Black Liberation Chapter 3)
- 1997 – Under The Spell Of Dub (Black Liberation Chapter 4)
- 1999 – Afrocentric Dub (Black Liberation Chapter 5)

### Dub You Crazy With Love
- 1997 – Dub You Crazy With Love
- 2000 – Dub You Crazy With Love (Part 2)
- 2008 – Bitter Sweet Dub

### Collaborazioni

#### Lee “Scratch” Perry
- 1990 – Mystic Warrior
- 1995 – Black Ark Experryments
- 1995 – Super Ape Inna Jungle
- 1996 – Experryments At The Grass Roots Of Dub
- 1996 – Who Put The Voodoo Pon Reggae
- 1996 – Dub Take the Voodoo Out of Reggae
- 1998 – Live At Maritime Hall
- 1998 – Fire In Dub
- 2000 – Lee Perry Meets Mad Professor
- 2001 – Techno Dub

#### Altri
- 1982 – Rhythm Collision Dub (con Ruts DC)
- 1983 – Punky Reggae Party (Positive Style) – Anti Social Workers
- 1984 – Jah Shaka Meets Mad Professor At Ariwa Sounds
- 1985 – Mad Professor Captures Pato Banton
- 1989 – Mad Professor Recaptures Pato Banton
- 1989 – Mad Professor Meets Puls Der Zeit
- 1990 – A Feast Of Yellow Dub (con Yellowman)
- 1996 – New Decade Of Dub (con Jah Shaka)
- 2000 – The Inspirational Sounds Of Mad Professor
- 2004 – Dub Revolutionaries (con Sly and Robbie)
- 2004 – From The Roots (con Horace Andy)
- 2004 – In A Dubwise Style (con Marcelinho da Lua)
- 2005 – Moroccan Sunrise (With Borrah)
- 2005 – Dancehall Dubs (With Crazy Caribs)
- 2009 – Revolution Feat. Pato Banton And Mr. Professor (With Tugg)
- 2009 – Nairobi Meets Mad Professor – Wu Wei
- 2009 – Mad Professor Meets Alika
- 2010 – Izrael Meets Mad Professor and Joe Ariwa
- 2012 – The Roots of Dubstep